# Gornji Matejevac
Gornji Matejevac (izvirno srbsko Горњи Матејевац) je naselje v Srbiji, ki upravno spada pod Občino Niš; slednja pa je del Niškega upravnega okraja.

## Demografija
V naselju živi 2205 polnoletnih prebivalcev, pri čemer je njihova povprečna starost 43,6 let (41,8 pri moških in 45,3 pri ženskah). Naselje ima 874 gospodinjstev, pri čemer je povprečno število članov na gospodinjstvo 3,03.
|  |

| Demografija | Demografija     | Demografija     |
| Leto        | Št. prebivalcev | Št. prebivalcev |
| ----------- | --------------- | --------------- |
|             |                 |                 |
|             |                 |                 |
|             |                 |                 |
|             |                 |                 |
| 1948        | 4058            |                 |
| 1953        | 4171            |                 |
| 1961        | 4146            |                 |
| 1971        | 3410            |                 |
| 1981        | 3101            |                 |
| 1991        | 2924            | 2895            |
| 2002        | 2672            | 2647            |
|             |                 |                 |

| Etnična sestava po popisu iz leta 2002 | Etnična sestava po popisu iz leta 2002 | Etnična sestava po popisu iz leta 2002 | Etnična sestava po popisu iz leta 2002 | Etnična sestava po popisu iz leta 2002 |
| -------------------------------------- | -------------------------------------- | -------------------------------------- | -------------------------------------- | -------------------------------------- |
| Srbi                                   | Srbi                                   |                                        | 2.580                                  | 97,46%                                 |
| Romi                                   | Romi                                   |                                        | 53                                     | 2,00%                                  |
| Črnogorci                              | Črnogorci                              |                                        | 2                                      | 0,07%                                  |
| Ukrajinci                              | Ukrajinci                              |                                        | 2                                      | 0,07%                                  |
| Jugoslovani                            | Jugoslovani                            |                                        | 2                                      | 0,07%                                  |
| Rusi                                   | Rusi                                   |                                        | 1                                      | 0,03%                                  |
| Makedonci                              | Makedonci                              |                                        | 1                                      | 0,03%                                  |
| Neznano                                | Neznano                                |                                        | 3                                      | 0,11%                                  |